# 哈里·哈斯拉姆
哈里·哈斯拉姆（英語：Harry Haslam，1883年2月7日—1955年2月7日），英格兰前男子曲棍球运动员。他曾代表英国国家队参加1920年夏季奥林匹克运动会曲棍球比赛，获得一枚金牌。